# Сібата Кацуіє
Сібата Кацуіє (яп. 柴田勝家, しばたかついえ; 1522 — 14 червня 1583) — японський політичний і військовий діяч, полководець періоду Сенґоку. Васал, старшина і один з головних генералів Оди Нобунаґи. Керував завоюванням регіону Хокуріку. Після смерті Нобунаґи вступив у війну за його спадщину із Тойотомі Хідейосі. Зазнав поразки в битві при Сідзуґатаке 1583 року і закінчив життя самогубством. За хвацьку вдачу та відвагу на полі бою отримав прізвиська «чорт» і «штурмовик».

## Біографія
Шібата Кацуіє народився 1522 року в повіті Айті провінції Оварі. Первинно служив військовим губернаторам провінції з роду Шіба, згодом став васалом Оди Нобухіде. Після смерті сюзерена Кацуіє перейшов на службу до його сина Оди Нобуюкі. Він підтримував його у боротьбі проти старшого брата — Оди Нобунаґи. Останній розбив війська Нобуюкі 1556 року, внаслідок чого Кацуіє перейшов на бік переможця. Відтоді він брав участь практично в усіх кампаніях Нобунаґи.
У червні 1570 року Кацуіє обороняв замок Тьокодзі в провінції Омі, який оточила велика армія Роккаку Дзьотея. Противник перекрив водопровід замку, сподіваючись взяти його змором. Проте Кацуіє розбив останні глечики із запасами питної води, що залишалися у захисників, вивів за стіни замковий гарнізон і розбив нападників. За цей подвиг солдати дали йому прізвисько «Розбийглечик».
У жовтні 1575 року Нобунаґа призначив Кацуіє головою нещодавно завойованої провінції Ечідзен. Він мав резиденцію у замку Кітаношьо і був відповідальним за підкорення регіону Хокуріку. На поміч Кацуіє були відправлені частини Маеди Тошііє та Сасси Нарімаси. Незважаючи на поразку від військ Уесуґі Кенсіна в битві при Тедоріґава 1577 року, йому вдалося розширити свої володіння за рахунок завоювання сусідніх провінцій Каґа, Ното й Еттю.
Під час загибелі Нобунаґи в Хоннодзі 1582 року Кацуіє вів кампанію проти Уесуґі й тримав у облозі ворожий замок Уоцу. Він не міг вирушити на Кіото, щоби помститися заколотнику Акечі Міцухіде.
Після смерті Нобунаґи, Кацуіє вступив у боротьбу за його політичну спадщину. На раді старійшин в Кійосу він пропонував визнати новим головою роду Ода свого вихованця, третього сина Нобунаґи — Оду Нобутаку. На противагу цьому, Тойотомі Хідейосі висунув кандидатуру онука покійного сюзерена — трирічного Санбосі. Старійшини підтримали останнього і встановили систему регентів, позбавивши опонентів права впливати на процес прийняття рішень. У відповідь невдоволений Кацуіє одружився із Оїті, сестрою покійного Нобунаґи, аби засвідчити своє верховенство в роді Ода.
1583 року Кацуіє оголосив війну Тойотомі Хідейосі, уклавши попередньо союз із Нобутакою та Такіґавою Кадзумасою. Хідейосі швидко нейтралізував цих союзників, захопивши їхні резиденції. Вирішальна битва сталася в гірській місцевості Сідзуґатаке в провінції Омі, в якій сили Кацуіє зазнали нищівної поразки. Армії противника невдовзі облягли його цитадель Кітаносьо. 14 червня 1583 року Кацуіє і його дружина вчинили ритуальне самогубство. Більше 80 їхніх васалів та слуг (серед яких були жінки та діти), незважаючи на пропозицію свого пана зберегти життя здавшись ворогові, одностайно заявили, що накладуть головами разом з ним; вірні присязі, вони спалили себе разом із замком.